# 平氏鮄杜父魚
平氏鮄杜父魚，為輻鰭魚綱鮋形目杜父魚亞目杜父魚科的其中一種，為溫帶海水魚，分布於北極圈、北太平洋阿留申群島至美國華盛頓州、北大西洋格陵蘭、美國東北部至丹麥海域，棲息深度0-930公尺，體長可達20公分，棲息在沙石底質底層水域，以甲殼類、片腳類、多毛類等為食，生活習性不明。

## 扩展阅读
維基物種上的相關：平氏鮄杜父魚